# Salomondollar
Salomondollar (valutakode: SBD) er møntenheden på Salomonøerne, den blev indført i 1977. Den bruger $ som symbol i lighed med andre dollarvalutaer. Før uafhængigheden fra Storbritannien benyttede Salomonøerne først Australske pund, og efter desimalisering i Australien i 1966, Australske dollar frem til uafhængigheden i 1977. Det er Central Bank of Solomon Islands som kontroller valutaen og trykker sedler.